# P-15 Termit
El P-15 Termit (ruso: П-15 "Термит"; en español: termita) es un misil antibuque desarrollado por la oficina de diseño Raduga de la Unión Soviética en la década de 1950. Su designación GRAU era 4K40, su nombre de informe de la OTAN era Styx o SS-N-2. China adquirió el diseño en 1958 y creó al menos cuatro versiones: las versiones CSS-N-1 Scrubbrush y CSS-N-2 se desarrollaron para operaciones lanzadas desde barcos, mientras que CSS-C-2 Silkworm y CSS-C-3 Seersucker fueron utilizados para la defensa costera. Otros nombres para este tipo básico de misil incluyen: HY-1, SY-1 y FL-1 Flying Dragon ( las designaciones chinas generalmente difieren para la exportación y el uso doméstico, incluso para equipos idénticos), KN-1 de producción local norcoreana o KN-01, derivado de las variantes Silkworm y P-15 ruso y soviético , Rubezh, P-20 P-22.
A pesar de su gran tamaño, se construyeron e instalaron miles de P-15 en muchas clases de barcos, desde torpederos hasta destructores, baterías costeras y aviones bombarderos (versiones chinas).

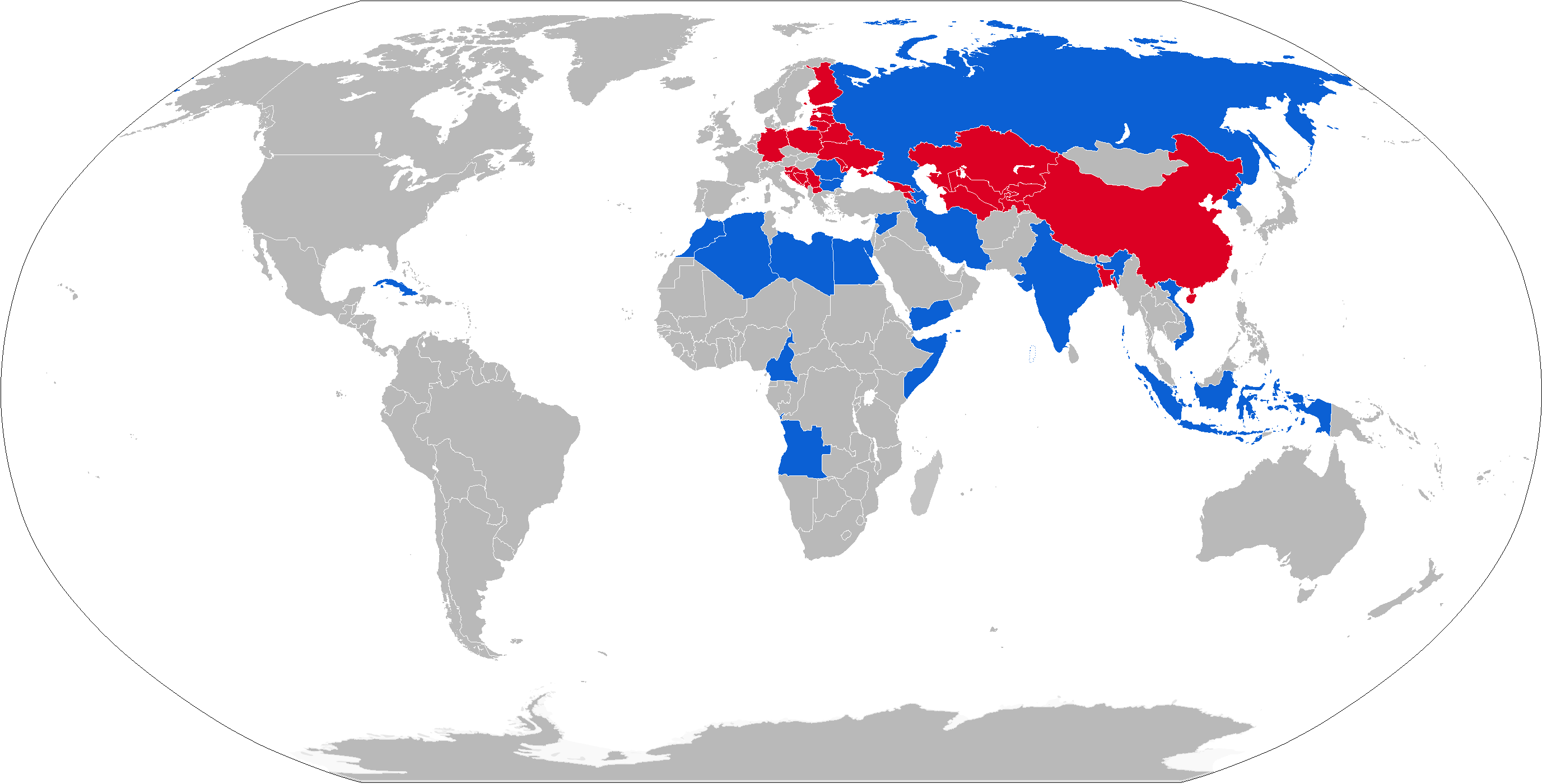
Mapa con los operadores de P-15 Termit en azul y los antiguos operadores en rojo